# Storfallet, Antarktis
Storfallet är namnet på den förhållandevis flacka sydsluttningen av Peter I:s ö, från den högsta punkten Lars Christensentoppen (1 640 meter över havet) till öns sydkust.